# パラグアイの歴史
この項目では、パラグアイ共和国の歴史について述べる。先コロンブス期の現在のパラグアイに相当する地域には、グアラニー族や狩猟民族が存在していた。1537年にこの地がスペインの植民地となると、スペイン植民地社会とイエズス会によるグアラニー族への布教村落の二重社会が成立し、スペイン統治下で現在のパラグアイ共和国の前身となる領域的な一体感が形成された。グアラニー族が高度な文化を発達させたイエズス会の布教村落が1767年のイエズス会追放によって衰退した後、19世紀に入るとパラグアイは他のイスパノアメリカ諸国に先駆けて1811年に独立を達成した。独立後のパラグアイは南アメリカで最も産業化の進んだ国家となったが、1864年から1870年まで続いた三国同盟戦争によって国家の基盤は完全に崩壊した。その後、社会は停滞したまま20世紀を迎え、チャコ戦争やパラグアイ内戦を経て1954年にアルフレド・ストロエスネルによる長期独裁政権が樹立されたが、1989年にクーデターによって独裁政権は崩壊した。

## 先コロンブス期 （先史時代-16世紀）
先コロンブス期の紀元前1000年から紀元前500年頃にかけてアマゾン地方からグアラニー族がこの地に到来した。アンデス山脈の住民のような国家を形成しなかったグアラニー族は、焼畑農業、狩猟、採集などを行って生計を立て、通貨を持たず、一夫多妻制によって築かれたテウイと呼ばれる父系の拡大家族を単位として、物々交換を基盤に階級のない社会を築いていた。グアラニー族の他にもパラグアイには農耕を行わずに生計を立て、食料が不足するとグアラニーを襲撃するチャケニョと総称された住民がおり、グアラニーとチャケニョは互いに敵対していた。

## スペイン植民地時代 （1537年-1811年）

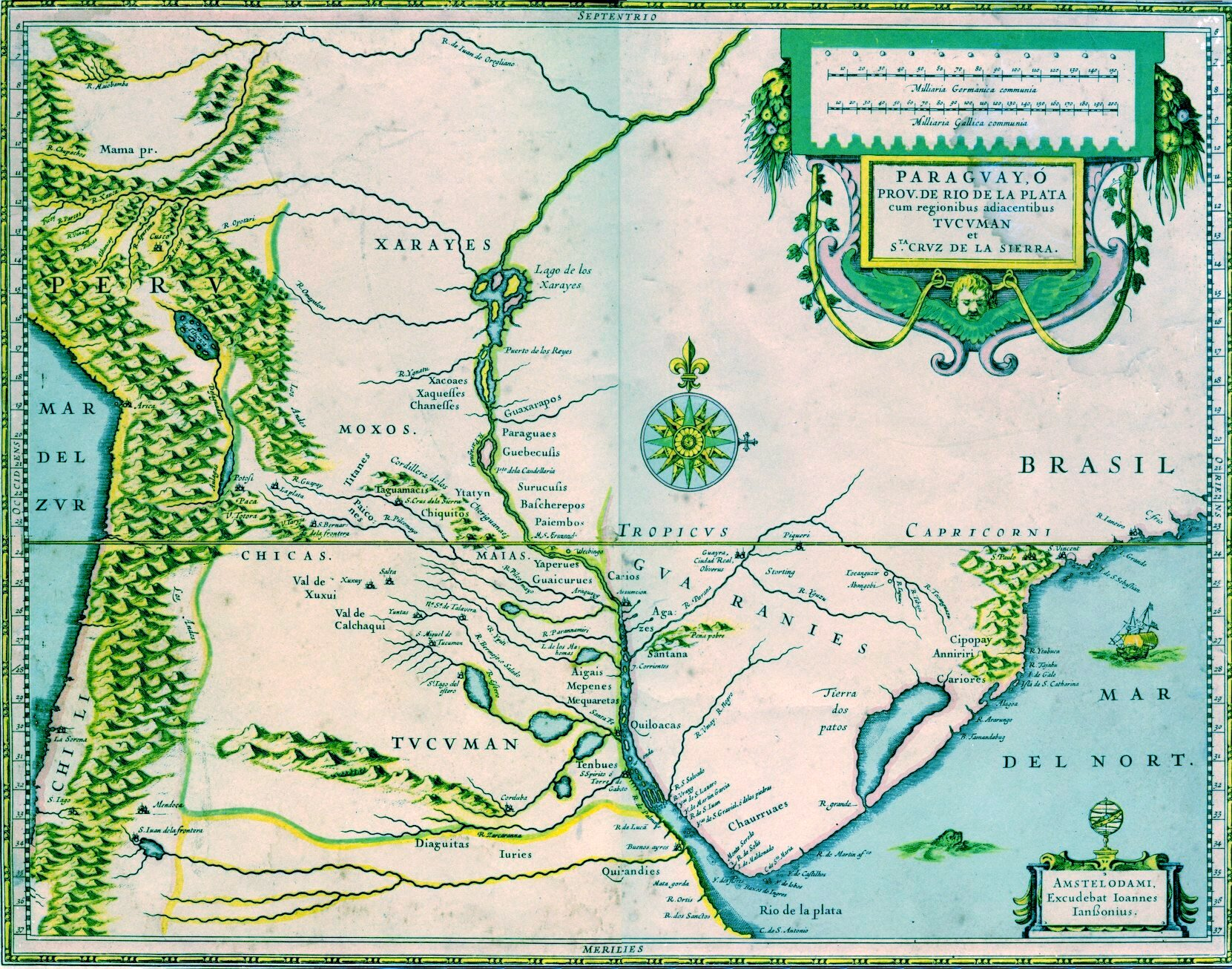
パラグアイを中心とする植民地時代のラ・プラタ地方の地図。

1537年8月15日、聖母の被昇天の日にブエノスアイレスから出発したスペインの探検家によってパラグアイ川の畔にヌエストラ・セニョーラ・デ・ラ・アスンシオンが建設された。先住のグアラニー族たちは、スペイン人と出会うと女性を提供し、共存を受け入れた。1542年にはラ・プラタ地方の地方長官として、ブエノスアイレスが放棄されていたためアスンシオンにカベサ・デ・バカが派遣されたが、風紀の粛正に努めたカベサ・デ・バカは1545年に現地化したスペイン社会の代表者イララによって追放されてしまった。当初グアラニー族たちは共通の敵だった狩猟民との戦いを目的にスペイン人と蜜月関係を築いていたが、1556年にエンコミエンダ制が導入され、グアラニー族がスペイン人に分配されるようになると、それまで「義兄弟」だったグアラニー族とスペイン人の関係は一挙に険悪なものとなり、1579年に起きたオベラーの反乱のように、16世紀後半を通してグアラニー族の反乱が相次いだ。パラグアイでは当初エンコミエンダ制として、グアラニー族の拡大家族制度テピイを基盤に先住民を生涯を通して奴隷労働力とするヤナコナ制が採用されたが、後にヤナコナ制は先住民を一定期間の労働力として使用するミタ制に取って代わられた。
イララの死後、ガライ、エルナンダリアスとパラグアイの司令官は替わり、ガライの代にはアスンシオンからの殖民団によってサンタ・フェ(1573)やブエノスアイレス(1580)などの都市が建設された。16世紀後半にはインディオへのキリスト教の布教のために1575年にフランシスコ会が、1588年にイエズス会が到着し、エルナンダリアスはフランシスコ会の布教村落の建設を後押しする一方で、イエズス会の布教村落（レドゥクシオン）に対してはイエズス会の要請を聞き入れ、布教村落内の先住民の自由を認める決定をスペイン王に承認させた。
1611年にイエズス会の強い働きかけによって、インディアス審議会がエンコメンデーロによる奴隷労働からのインディオの解放を定めたアルファロの法令を発令すると、インディオの奴隷労働力を奪われることからこの法令に反対したパラグアイのスペイン人社会とイエズス会の敵対は激しいものとなったが、それでもこの法令によってイエズス会の布教村落に暮らすインディオがエンコミエンダから解放されることが法的に認められた。アルファロの法令の発令以降イエズス会の布教村落は王室の保護の下で大発展を遂げ、以降パラグアイではスペイン人社会とイエズス会の布教村落の二重社会が形成された。1618年にパラグアイからラ・プラタ地方が分離され、ラ・プラタはブエノスアイレスを中心とする独自の司令官区となった。
一方、パラグアイはポルトガルの脅威に曝されていた。ポルトガル領ブラジルのサンパウロを拠点とする武装探検隊、バンデイランテの奴隷狩り遠征隊が1629年のサン・アントニオ村襲撃を契機に、グアイラ地方のイエズス会布教村落をも襲撃するようになったのである。このサン・アントニオ村襲撃事件を受けてイエズス会のアントニオ・ルイス・モントーヤはグアイラ地方の12,000人を率いて現アルゼンチンのミシオネス州に撤退し、翌1632年のバンデイランテの襲撃によって以降グアイラ地方はブラジル領（現パラナ州）の一部となった。バンデイランテの襲撃に抵抗したイエズス会はスペインの権力から独自にバンデイランテへの対策を講じ、1641年3月のムボロレーの戦いでグアラニー族を率いて約2,950人からなるバンデイランテの侵攻軍を破り、以降バンデイランテの襲撃は小規模なものとなった。その後、1680年にブラジルからのバンデイランテがスペイン領だったウルグアイ川東岸にコロニア・ド・サクラメントを築き、ブエノスアイレスのスペイン人に脅威を与えるようになると、布教村落のグアラニー族はこの時の戦いに3,000人の兵力を供出し、ポルトガルと戦った。

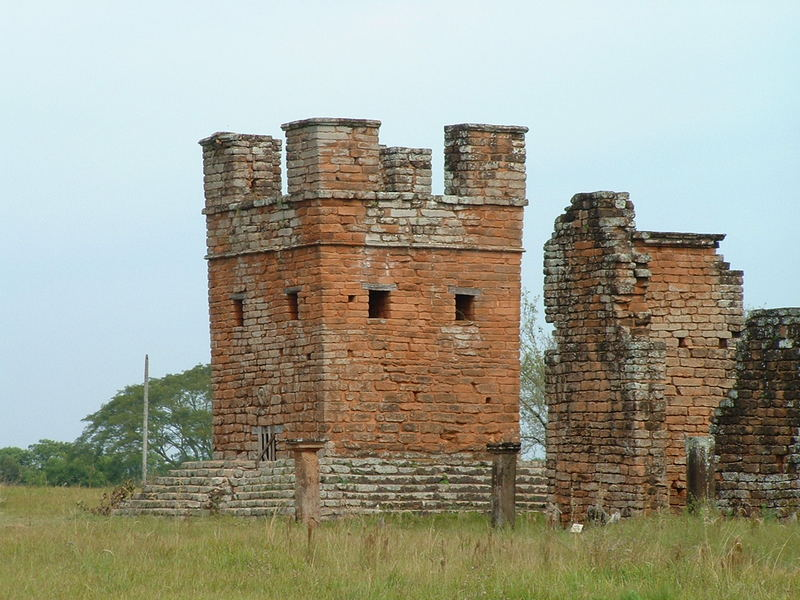
ラ・サンティシマ・トリニダー・デ・パラナとヘスース・デ・タバランゲのイエズス会伝道所群。1993年に世界遺産に登録された。

1630年にイエズス会パラグアイ管区長がインディオ保護官に就任することが定められた後、18世紀に入る頃にはイエズス会の布教村落の数は30に達し、最盛期の1730年には人口14万人を数えた。アルト・パラナ川とウルグアイ川の狭間の地域の約10万平方kmに存在したこの30の布教村落は「イエズス会国家」とも呼ばれ、イエズス会士とグアラニー族によって高度な自治が展開された。布教村落の男性は職業に関わりなく戦士として武装し、イエズス会士やスペイン軍の軍人によって指揮され、スペインの戦争に動員された。経済面では、布教村落の土地制度は各家族に割り当てられたアバムバエと共有地のトゥパムバエに別れ、後者がより一般的なものとなった。トゥパムバエでは牧畜やマテ茶の栽培が行われ、布教村落で栽培されたマテ茶は産業に乏しいパラグアイ最大の輸出商品となった。また、経済的に豊かな地域からは地理的に隔絶されていたために、経済の自給自足化と、それを支えるための技術が発達し、綿織物や皮革、木製品などの輸出商品を生産するにまで至った。文化面では、トリニダードの教会のような煉瓦製の教会の建造や、グアラニー・バロックの聖像製作、グアラニー語の辞典や文法書の編纂とグアラニー語そのものの実用言語化、ヨーロッパの音楽の導入といったような文化的な事業が、ヨーロッパ諸国から派遣されたイエズス会士と現地グアラニー族の信徒によって進められた。布教村落のインディオは当時のラ・プラタ地方の一般的なスペイン人よりも高度な医療を享受していると看做されており、より豪華な住居で暮らしていたと考えられる。
1680年にポルトガルによってブエノスアイレスの対岸にコロニア・ド・サクラメントが建設されたことは、ラ・プラタ川流域を巡るスペインとポルトガルの対立を激化させていたが、この対立は、1750年に締結されたマドリード条約によって、ポルトガルがコロニア・ド・サクラメントと、実効支配していないフィリピンをスペインに譲渡することと引き変えに、アマゾン川流域と現在のブラジル南部の広大な地域をスペインから獲得するという取り引きを経て解消に向かうことになった。この条約でスペインからポルトガルに引き渡されることとなったウルグアイ川東岸の7つの教化村を引き渡すことは、住民のイエズス会士とグアラニー族の強い抵抗を引き起こしたが、1754年と1756年のスペイン＝ポルトガル連合軍による征討（グアラニー戦争）によって7つの教化村は強制移住を余儀なくされた。この事件によってイエズス会の権威は低落し、最終的にはカトリック教会からの王権の強化を図った国王カルロス3世によって、1767年にスペイン全土からイエズス会は追放されることとなった。イエズス会の追放によって布教村落の歴史も終焉し、イエズス会に代わって新たな統治者となったフランシスコ会、ドミニコ会、メルセード会はグアラニー族の収奪のみに専念したため、グアラニー族の文化を育んだ布教村落の形態そのものも衰退の一途を辿った。
1776年にカルロス3世が啓蒙専制主義改革の一環としてブエノスアイレスを主都としたリオ・デ・ラ・プラタ副王領をペルー副王領から分離すると、パラグアイも新たに創設された副王領の一部となった。

## 独立と経済発展（1811年-1865年）

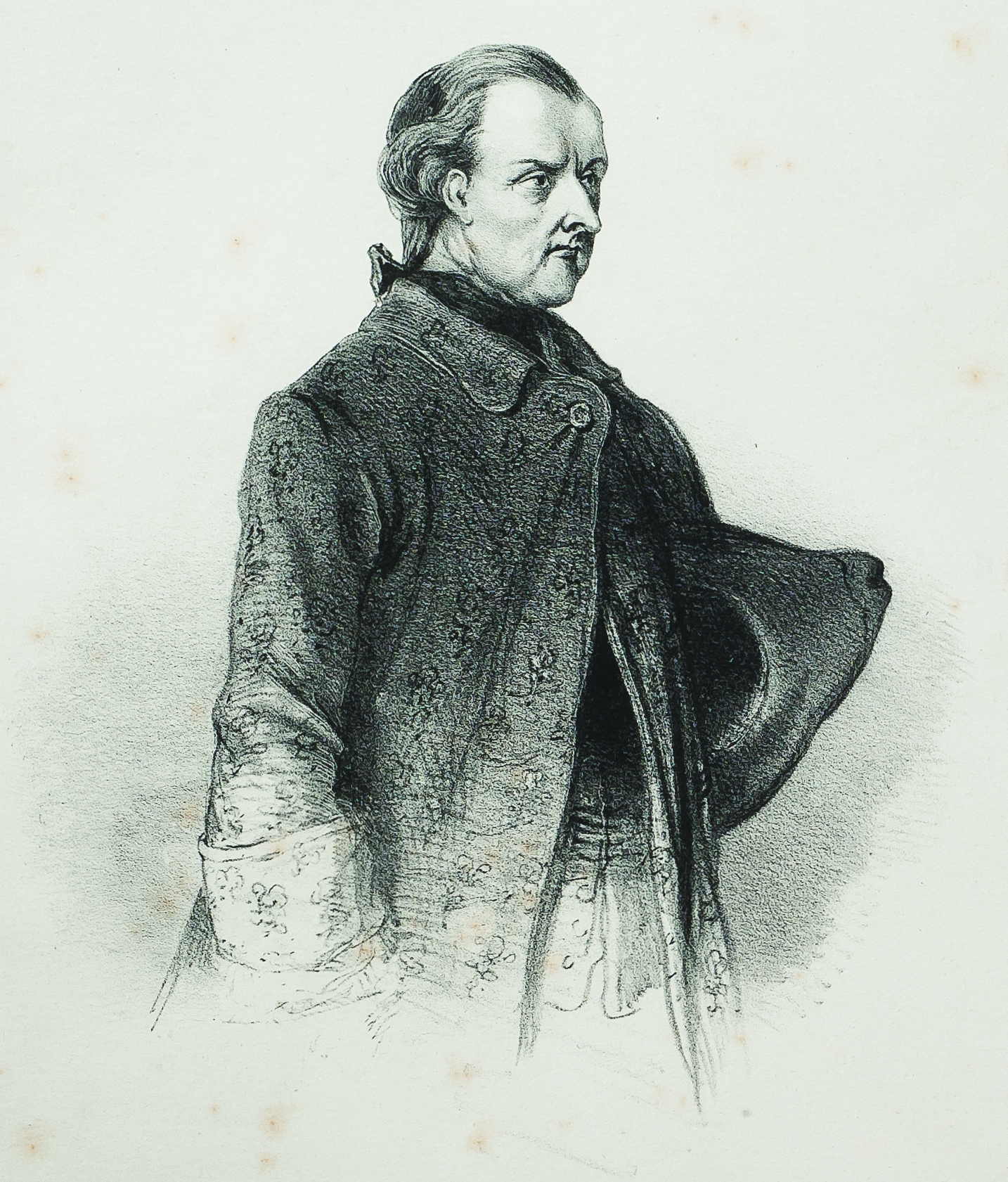
パラグアイ最高統領フランシア博士。1814年から1840年までパラグアイを統治した。

1808年にナポレオンのフランス帝国軍の圧力の下でスペイン国王フェルナンド7世が退位させられ、ナポレオンの兄のホセ1世が新たな王に据えられると、スペイン各地で伝統的支配層や民衆の抵抗運動が始まった。スペインでの政変に呼応して、スペイン領インディアスの諸都市でもホセ1世への忠誠を拒否したクリオーリョ達が自治を求めて反乱を起こした。ブエノスアイレスで結成されたカビルド・アビエルト（開かれた議会）はコルネリオ・デ・サアベドラを議長に政治委員会を結成し、1810年5月25日に五月革命を達成したが、リオ・デ・ラ・プラタ副王領のバンダ・オリエンタルやコルドバ、アルト・ペルー、そしてパラグアイはブエノスアイレスの意向に従わない態度を示した。このため、ブエノスアイレス政府は翌1811年の1月から3月にかけてマヌエル・ベルグラーノ将軍率いる遠征隊をパラグアイ征服のために派遣した。この遠征隊は総督ベルナルド・デ・ベラスコ率いるパラグアイの王党派軍に敗れたが、結果的にはこの遠征によってパラグアイのクリオーリョにも自治意識が芽生えた。自治派に屈した総督ベラスコは同1811年5月16日に自治派のフランシア博士を加えた臨時政府を樹立し、臨時政府は5月17日にブエノスアイレスからの独立を宣言した。1813年10月12日には初めてパラグアイ共和国の名称が使用され、パラグアイは未だに独立戦争を続ける他のイスパノアメリカ諸国に先駆けて、南米の奥地に孤立した独立国家としての道を歩み始めた。
1814年に最高統領に就任したフランシア博士が議会から独裁権を獲得すると、フランシアはパラグアイの政治的安定を脅かすと思われた外国の干渉や自由主義思想の流入を防ぐために、鎖国政策の下に独裁的なやり方で国内を統合した。この時期に反対者は徹底的に弾圧され、フランシアはクリオーリョ層を解体するためにクリオーリョ同士の結婚を禁止してインディオとクリオーリョの人種融合を図り、大土地所有者から接収した土地を民衆に分与した。フランシアの下で国家は当時パラグアイに存在しなかった民族ブルジョワジーの役割を果たし、農民と結んだフランシアは植民地時代から続くクリオーリョ寡頭支配層の根絶を果たした。
フランシア博士が1840年に没すると、1841年にカルロス・アントニオ・ロペスとマリアノ・ロケ・アロンソが二頭政府を樹立した後、1844年にアントニオ・ロペスが大統領に就任した。アントニオ・ロペスは、フランシア時代の鎖国政策を一転し、開国と富国政策に努めて外国貿易が再開され、ヨーロッパからの先進技術の導入も進められた。パラグアイからはマテ茶や木材が輸出され、鉄道、造船所、製鉄所の建設など工業化も進み、社会面ではラテンアメリカ初となる義務教育制度が導入された。当時の国土の98%は公有化されており、農民には売却を禁じた上で公有地の使用権を分与し、74存在した国営農場の下で二毛作などを導入した生産性の高い農業が行われた上に、保護貿易政策の下で貿易は大幅な黒字を達成し、外国債務は存在せず、通貨は強く、安定していた。一方外交面では、アントニオ・ロペスはパラグアイをアルゼンチンの一部だとみなしていたフアン・マヌエル・デ・ロサスと、ロサス失脚後パラグアイ川の自由航行権を得るために武力を背景とした外交圧力をかけたブラジル帝国によって脅かされていた。ブラジルとの衝突は1858年に交渉によって回避されたが、その後も領土問題を巡ってブラジルとは緊張した関係が続いた。このような周辺国との緊張関係もあってアントニオ・ロペスの時代には軍事力が強化され、1862年までには常備18,000人、予備45,000人に達する当時のブラジルに匹敵する強力な軍隊が整備された。
1862年10月にアントニオ・ロペスが没すると、息子のフランシスコ・ソラーノ・ロペスが新たな大統領に就任した。

## 三国同盟戦争（1864年-1870年）

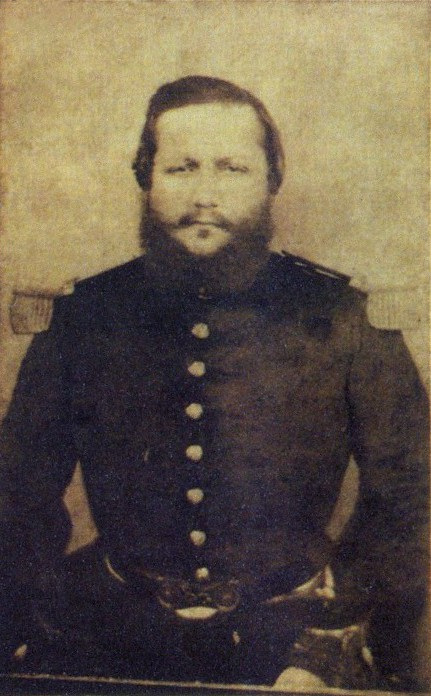
フランシスコ・ソラーノ・ロペス大統領の最後の写真（1870年）。この写真が撮影された年の3月1日に、「私は祖国とともに死ぬ」と語って戦死したと伝えられている。

ウルグアイ川下流に存在するウルグアイでは、1828年の独立直後から親アルゼンチン派のブランコ党と親ブラジル派のコロラド党が主導権争いを繰り広げており、大戦争と呼ばれた一連の戦争が1851年に終結した後も、両党は抗争を繰り広げていた。1852年にカセーロスの戦いに敗れたアルゼンチンの支配者ロサスが失脚し、その後アルゼンチンが国家の統一を経て1862年にバルトロメ・ミトレを首班とする自由主義政権が成立すると、アルゼンチンの自由主義者はロサス時代に友好的だったブランコ党ではなく、コロラド党を支援するようになった。1860年に成立したウルグアイのベルナルド・プルデンシオ・ベロ政権は、1863年4月にアルゼンチンとブラジルの両国に支援されたベナンシオ・フローレス率いるブランコ党軍の侵入に直面し、またもウルグアイは内戦に陥った。ウルグアイのベロ政権はこの危機に際してパラグアイのソラーノ・ロペスに救援を要請しており、アルゼンチンとブラジルに翻弄される小国ウルグアイの姿に自国の未来の運命を見出したソラーノ・ロペスは、1864年8月にベロの後継者となったアタナシオ・アギーレ大統領の要請を受け入れ、ブラジルにウルグアイへの軍事干渉があった場合は戦争も辞さないとの通牒を発していた。一方ブラジルはこれを無視し、1864年10月にウルグアイ領内に軍事侵攻を開始した。このブラジルの軍事行動に呼応してパラグアイは国内に停泊していたブラジル船のマルケス・デ・オリンダ号を拿捕し、両国は戦争状態に突入した。

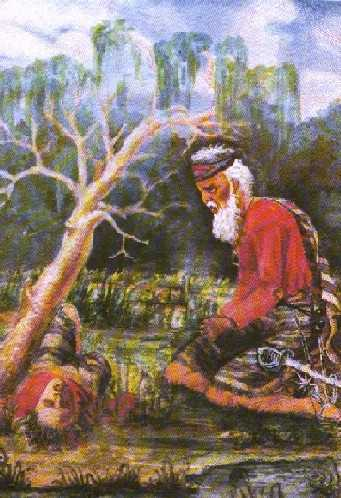
『我が子の遺体を前にするパラグアイ兵』ホセ・イグナシオ・ガルメンディア画。

1864年12月にブラジルのマット・グロッソ州に侵攻したパラグアイ軍は係争地帯を攻略し、他方でアルゼンチンのミトレ政権に対してはウルグアイ救援のため領土通行権を要請した。ソラーノ・ロペスとアルゼンチンの反体制的な地方軍事指導者（カウディーリョ）の頭目フスト・ホセ・デ・ウルキーサの間には、アルゼンチンが領土通過を拒否した場合、ウルキーサが反自由主義的な勢力を糾合してミトレ政権に対し蜂起することが密約されていたが、ミトレが領土通過を拒否した後もウルキーサは蜂起することなく、ソラーノ・ロペスはウルキーサに蜂起を促すために1865年3月にアルゼンチンに対して宣戦を布告した。さらに、ウルグアイでも情勢は動き、ブランコ党のアギーレ大統領がコロラド党と和解してコロラド党のベナンシオ・フローレスが臨時大統領に就任したため、フローレスはパラグアイとの敵対を選び、1865年5月1日にアルゼンチン、ブラジルと共に対パラグアイ三国同盟を結成し、三国同盟の総司令官にはアルゼンチンのミトレ大統領が就任した。こうしてウルグアイのブランコ党政権とアルゼンチンの反体制派カウディーリョを糾合してブラジルに挑むというソラーノ・ロペスの計画は完全に破綻し、パラグアイは三国同盟との戦争に突入した。

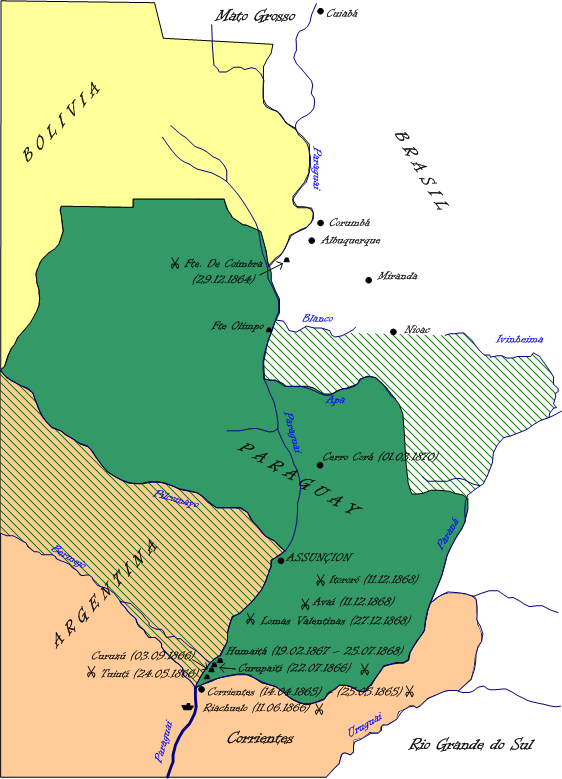
戦争終結後のパラグアイの領土の変遷。戦前の領土の東西をそれぞれブラジルとアルゼンチンに併合されている。

早くも1865年6月にはリアチュエロの会戦でパラグアイ海軍がブラジル海軍に壊滅させられ、パラグアイは大西洋への出口であるパラナ川の航行権を失ったが、海上貿易を封鎖された後もパラグアイの抵抗は続いた。以降1866年5月のツユティの戦い、1866年9月のクルパイティの戦いと両軍はパラグアイ川の要塞線に沿って一進一退の攻防を繰り広げていたが、1868年1月にミトレに代わってブラジル軍司令官のカシアス公爵が三国同盟全体の総司令官となると、ブラジル軍は猛攻撃の末に1868年8月にウマイタ要塞を攻略し、1869年1月にはパラグアイの首都アスンシオンを陥落させた。この戦争の最中、アルゼンチン国内では自由主義政権の近代化政策によって存在を脅かされていた、地方諸州のカウディーリョがソラーノ・ロペスを支持して蜂起し、特に1866年12月から1869年1月まで続いたカタマルカ州のフェリペ・バレーラの反乱は大きなものとなったが、戦争の大勢を変えるにまでは至らなかった。アスンシオン陥落後も残存兵力を率いて抵抗を続けていたソラーノ・ロペス大統領は1870年3月1日にセロ・コラーの戦いで戦死し、戦争は終結した。
戦争はパラグアイにとって破滅的な厄災となった。戦前525,000人だった人口は戦後の1871年に211,079人と大きく減少し、男女比は1:4となった。国土についても戦前の領土の1/4がアルゼンチンとブラジルによって併合され、戦前98%を占めた公有地はアルゼンチン人を始めとする外国人によって買い上げられ、それまで存在しなかった大土地所有者層が新たに生まれることになった。パラグアイ人の捕虜は、奴隷制が存続していたブラジルのサンパウロのコーヒー農園に連行された。戦後すぐにパラグアイには300万ポンドに及ぶイギリスからの借款が持ち込まれ、産業基盤が壊滅した上に押し付けられた自由貿易は、戦前存在したパラグアイの工業基盤に止めを刺した。こうしてパラグアイは国民、国土、経済的独立を全て失い、廃墟の中から新たな歴史を築くことを余儀なくされたのであった。

## 自由党とコロラド党
三国同盟戦争後、政治的にはブラジルが、経済的にはアルゼンチンがパラグアイに大きな影響を与え、同時に政治は恒常的な不安定によって支配された。1880年代に大統領を務めたベルナルディーノ・カバジェロ（任:1880-1886）とパトリシオ・エスコバル（任:1886-1890）の二人の将軍の時代には軍事力を背景にした安定が確立され、この時期にはイタリア、ドイツ、スイスなどからの外国移民や、アルゼンチン資本を始めとする外国資本がパラグアイにも流入し、また、エスコバール政権期の1887年には後の主要政党となるコロラド党と自由党が結成された。20世紀に入ると、1904年に自由党が革命を起こしてコロラド党政権を打倒し、以降1936年まで自由党が政権を担当することとなった。自由党政権も不安定ではあったものの、秘密投票制の導入や教育の普及などの漸進的な改革が進み、1928年には初の複数候補による大統領選挙が実現された。
20世紀初頭には国土西部のチャコ地方を巡ってボリビアとの対立が始まったため、1907年に両国の武力衝突を回避するために、アルゼンチンの仲裁によって暫定国境線が引かれた。1920年代に入り、緊張が再燃すると、両国は軍拡競争や、スタンダード・オイル・オブ・ニュージャージーのような先進国の国際石油資本の意向を巻き込んで対立を尖鋭化させた。

### チャコ戦争の時代

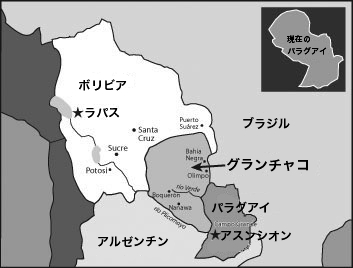
パラグアイとボリビアの領土係争地域だったグラン・チャコの位置関係。

1932年6月15日にボリビア軍はパラグアイのカルロス・アントニオ・ロペス要塞を攻略し、この攻撃によって両国は宣戦布告なき戦争状態に突入した。7月にパラグアイ軍はカルロス・アントニオ・ロペス要塞を奪還、続いて同年9月にボケロン要塞を攻略した。翌1933年5月10日にパラグアイはボリビアに宣戦布告した後、ドイツ人軍事顧問のハンス・クント率いるボリビア軍の総攻撃をホセ・フェリクス・エスティガリビア中佐が頓挫させるなど戦局はパラグアイ優位に進み、1933年、1934年のパラグアイの反攻を経て1935年1月には戦線はボリビア領内に移行した。しかし、ボリビア軍の頑強な抵抗が続き、財政的にも戦争の継続が困難となったため、1935年6月にアルゼンチンの仲介で休戦協定が結ばれた。
チャコ戦争によるパラグアイの死者は36,000人に達したのにも拘らず、ブエノスアイレスで締結された休戦協定はパラグアイにとって必ずしも満足行くものではなかったため、前線から帰還した軍部の将校達は公然と政府に攻撃を加えた。先手を制したエウゼビオ・アジャラ大統領は将校の指導者だったラファエル・フランコ大佐を追放したが、このことは逆に軍内部での怒りを爆発させる結果となったため、1936年2月17日のクーデターでアジャラ政権は崩壊し、亡命先のアルゼンチンから帰国したフランコが新たな大統領に就任した。文民政府への批判を社会改革に繋げたフランコは、親ファシズム的な傾向からの農地改革の推進や労働者の保護、ナショナリズムの昂揚のためのソラーノ・ロペスの名誉回復など、寡頭支配層の基盤を揺るがす急進的改革を行ったため、翌1937年8月の軍保守派のクーデターによって失脚したが、フランコの社会改革の理念は二月党によって受け継がれた。パラグアイとボリビア両国の正式な和平条約の締結は1938年7月21日となり、パラグアイは係争地のチャコ地方全体の領有権を獲得することに成功した。フランコの失脚後は、ホセ・フェリクス・エスティガリビア（任:1937-1940）とイヒニオ・モリニゴ（任:1940-1947）の二人に将軍によって軍政が敷かれた。第二次世界大戦が勃発した後、モリニゴはアメリカ合衆国との協調を軸とした外交と、社会保障制度の拡充を軸にした内政で内外の支持を獲得する一方で、政党の存在を弾圧するなどの独裁的な側面を併せ持っていた。

### パラグアイ内戦
第二次世界大戦後、イヒニオ・モリニゴ将軍によって軍政が敷かれていたパラグアイでも民主化要求が高まったため、1946年7月にモリニゴは政党活動を全面的に自由化し、併せてコロラド党、二月党との連立内閣を組閣したが、閣内での二月党とコロラド党の対立が激化したため、1947年初頭にモリニゴはコロラド党と軍部に依拠して二月党の指導者を国外追放した。この措置に対して3月7日に二月党が首都アスンシオンで反乱を起こし、翌8日にこの反乱に呼応した軍の一部がコンセプシオンでモリニゴに対して反乱を起こすと、軍部将校の8割がこの動きに呼応し、パラグアイは内戦状態に陥った。モリニゴはアルゼンチンのペロン政権からの武器援助とコロラド党を支持する農民の軍事力を得て反乱を鎮圧することに成功し、内戦は8月19日に終結したが、モリニゴは報復に二月党、自由党、共産党などの反乱を支持した諸政党に対する大弾圧を図ったため、20万人から40万人と推計される反政府派パラグアイ人が亡命することとなった。
内戦終結後、モリニゴ自身がクーデターで失脚するなどパラグアイの政治的不安定は頂点に達したが、この混乱は1949年9月に就任したフェデリコ・チャベス大統領によって収拾された。しかし、チャベスもまた1954年5月に軍部のクーデターによって失脚した。後に続いたのは、ラテンアメリカでも稀に見る長期の独裁政権だった。

## ストロエスネル独裁政権時代（1954年-1989年）
チャベスを失脚させた1954年5月のクーデター後、クーデターの黒幕だった陸軍総司令官にしてコロラド党員のアルフレド・ストロエスネルは、形式的選挙を経て同年8月15日に大統領に就任した。ストロエスネルはコロラド党と政府と軍部を自派で掌握することに成功したことに加え、党外の反体制派には戒厳令を敷いて弾圧して、4年に一度の大統領選挙で確実に自身が勝利することを可能にする体制を築きあげ、コロラド党による一党制に近い体制に国家を再編した。ストロエスネル政権が長期化したことには、以上の他にも経済政策に於いて周辺諸国と比較すれば成功を収めたこと、特にアメリカ合衆国や国際通貨基金(IMF)に従って市場開放政策と外資導入を軸に1970年代の工業成長を達成したことや、1954年から1969年までの188の外国人農業移住地を開設することなどで農業成長を達成したことが、体制安定化の大きな要因として挙げられる。また、ストロエスネルの反共主義と親米政策も政権を維持する要因の一つになったと見られ、アメリカ合衆国のみならず、1964年ブラジル軍事クーデターによって成立した親米反共的なブラジルの軍事政権との友好関係も深く、1965年にドミニカ共和国でドミニカ内戦が勃発し、社会改革を目指したフランシスコ・カーマニョ大佐と敵対する反共的なエリアス・ウェッシン・イ・ウェッシン将軍を支援するためにアメリカ海兵隊が派遣された際には、ブラジル軍の指揮下でパラグアイ軍の歩兵大隊をドミニカ共和国に派遣している。反面、ストロエスネル政権下では密貿易が横行し、1.5%の大土地所有者によって全耕地の90%が所有される程の土地所有の寡占化が進行した。
このようにストロエスネルは成功を収めた独裁者となったが、1980年代に周辺諸国が次々と民政移管する中で、徐々にストロエスネルの個人支配に対する反感が高まり、最終的には1989年2月2日に勃発した陸軍のアンドレス・ロドリゲス将軍のクーデターによってストロエスネルはブラジルに亡命し、35年に及んだ独裁体制は崩壊した。

## 民政移管以降（1989年-）
クーデター後、ロドリゲス将軍は1989年5月1日に行われた大統領選挙に勝利し、民主主義への移行を目指して1992年に新憲法を公布した。1993年5月の大統領選挙ではコロラド党のフアン・カルロス・ワスモシが当選した。ワスモシは陸軍総司令官のリノ・オビエドによるクーデター未遂事件に直面したため、オビエドは投獄されたが、1998年にコロラド党からラウル・クバスが大統領に就任すると恩赦で釈放された。1999年3月に反オビエド派のルイス・アルガーニャ副大統領が何者かに暗殺されると、クバスは引責辞任し、上院議長のルイス・アンヘル・ゴンサーレスが大統領に就任した。2003年の大統領選挙ではコロラド党のニカノル・ドゥアルテが勝利し、大統領に就任した。2008年の大統領選挙では中道左派の野党連合変革のための愛国同盟のフェルナンド・ルーゴ元神父が勝利し、1947年のパラグアイ内戦から61年続いたコロラド党政権は終焉した。

### 註釈
1. ↑  植民地時代のブラジルではプランテーションに於ける砂糖の栽培のための労働力が大量に必要とされたため、奥地探検隊は貴金属の採集と共に奴隷狩りを遠征の一つの目的とした[15]。
2. ↑  ただし、スペインからの独立については言及されなかった[44]。
3. ↑  ブラジルの歴史家ボリス・ファウストは、三国同盟戦争開戦当時の各国の陸軍兵力について、ブラジルは18,000人、アルゼンチンは8,000人、ウルグアイは1,000人であったと推計している[51]。

### 書籍
- シッコ・アレンカール、マルクス・ヴェニシオ・リベイロ、ルシア・カルピ 著、東明彦、鈴木茂、アンジェロ・イシ 訳『ブラジルの歴史──ブラジル高校歴史教科書』明石書店、東京〈世界の教科書シリーズ7〉、2003年1月。ISBN 978-4-7503-1679-6。
- 伊藤滋子『幻の帝国──南米イエズス会士の夢と挫折』同成社、東京、2001年8月。ISBN 4-88621-228-X。
- エドゥアルド・ガレアーノ 著、大久保光夫 訳『収奪された大地──ラテンアメリカ五百年』新評論、東京、1986年9月。
- 後藤政子『新現代のラテンアメリカ』時事通信社、東京、1993年4月。ISBN 4-7887-9308-3。
- 坂野鉄也「国民国家パラグアイと先住民のあいだ──参照枠としての植民地社会」『朝倉世界地理講座──大地と人間の物語──14──ラテンアメリカ』坂井正人、鈴木紀、松本栄次編、朝倉書店、2007年7月。
- 田島久歳「第三章植民地期パラグァイと近代ヨーロッパ──イエズス会教化コミュニティー参加に見る先住民の生き残り手段」『ラテンアメリカが語る近代──地域知の創造』上谷博、石黒馨編、世界思想社、1998年10月。
- 立石博高 編『スペイン・ポルトガル史』山川出版社、東京〈新版世界各国史16〉、2000年6月。ISBN 4-634-41460-0。
- 中川文雄、松下洋、遅野井茂雄『ラテン・アメリカ現代史III』山川出版社、東京〈世界現代史34〉、1985年1月。ISBN 4-634-42280-8。
- ボリス・ファウスト、鈴木茂訳『ブラジル史』明石書店、東京〈世界歴史叢書〉、2008年6月。ISBN 978-4-7503-2788-4。
- 増田義郎 編『ラテンアメリカ史II』山川出版社、東京〈新版世界各国史26〉、2000年7月。ISBN 4-634-41560-7。

### ウェブサイト
- 外務省. “外務省：パラグアイ共和国”. 2010年11月5日閲覧。